# Anna Pitoun
Pour les articles homonymes, voir Pitoun.
Anna Pitoun, née le 10 février 1976 à Paris, est une réalisatrice de documentaire française.
Avocate de formation, puis chercheuse au CNRS en droit pénal, elle se consacre au cinéma documentaire à partir de 2002.

## Biographie
Après des études de littérature (hypokhâgne en lettres modernes au Lycée Debussy de Saint-Germain-en-Laye) elle se dirige finalement vers le droit et l’économie (classes préparatoires à l’Ecole Normale Supérieure de Cachan). Ses premières années universitaires se déroulent à Paris-X-Nanterre. Intéressée par les questions politiques, elle s’oriente vers le droit public et obtient un DEA de droit public administratif à l'université Paris I Panthéon-Sorbonne, après un mémoire de recherche sur la santé en prison. Elle travaille ensuite pendant deux ans comme chercheuse contractuelle au CESDIP-CNRS sur l’expérimentation du placement sous surveillance électronique des personnes condamnées et remet son rapport au Ministère de la Justice en 2002, sous la direction de René Lévy. La même année, elle obtient son diplôme d’avocat au barreau de Versailles.
Parallèlement à ses études, elle écrit dans la revue d’actualité pénale Dalloz, enseigne le droit et la déontologie dans des Instituts de formation en soins infirmiers puis travaille comme juriste à l’ASAV, association pour l’accueil des Gens du voyage et des Roms roumains. Elle découvre alors le monde tsigane et se trouve frappée par les discriminations subies autant par les voyageurs français que les Roms européens. Invitée par l’association à recueillir leurs témoignages, elle prend pour la première fois une caméra avec Edith Lavoix et réalise son premier documentaire sur la mémoire de plusieurs familles tsiganes. Elle vient d’obtenir son diplôme mais renonce la même année au métier d’avocat pour se consacrer au cinéma documentaire.
L’aventure de la réalisation commence véritablement en 2003 avec la rencontre du photographe Patrick Chauvel. Après avoir vu les images qu’elle a filmées en compagnie de Valérie Mitteaux lors d’une expulsion de familles roms en banlieue parisienne, celui-ci les met en contact avec le producteur Philippe Lefebvre. Autant impressionné par la violence de l’expulsion filmée de l’intérieur du bidonville que par la volonté de résistance des habitants de la ville qui refusent la destruction du camp, le producteur de Tout sur l’écran décide de soutenir le film. Après quasiment un an de tournage, le documentaire Caravane 55 voit le jour. Prix spécial du Jury au Festival International du Film des Droits de l’Homme de Paris en 2004, le film remporte d’autres prix en France et à l’étranger et sera projeté au Conseil de l’Europe en 2006 dans le cadre de la lutte contre les discriminations faites aux Roms.
En 2004, elle part aux Etats-Unis avec Valérie Mitteaux et Rémi Rozié suivre les élections présidentielles opposant George Bush à John Kerry. Ils tournent un road-movie à travers le grand-Ouest américain posant une même question à chaque personne rencontrée : « En tant qu’Américain, avez-vous conscience de l’influence de votre pays sur le reste du monde ? ». Le documentaire sort en France en 2007, sous le titre Kings of the World.
En 2010, après plusieurs années de recherche sur les questions de délinquance liées au trafic de drogue, elle tourne un documentaire au sein de la cité Pablo Picasso à Nanterre. Le film, Smaïn, cité Picasso, produit par Sylvie Blum de l’Institut National de l'Audiovisuel (INA), reçoit le prix « Étoile de la SCAM » en 2012. Après la télévision, le film sort au cinéma Saint-André-des-Arts à Paris, dans le cadre du cycle Les Découvertes, en 2017.
Sur proposition de la Fnasat, Anna Pitoun est à nouveau sollicitée par des associations tsiganes pour évoquer leur histoire à l’écran. En 2011, elle filme le premier voyage commun de collectifs juifs et tsiganes en Pologne. Un périple de 5 jours d’Auschwitz-Birkenau à Treblinka où la question de l’évocation mémorielle est débattue entre les deux communautés. En 2013, la Région Ile-de-France commande un film sur les discriminations qui frappent encore aujourd’hui les Gens du voyage. Avec Valérie Mitteaux, elle réalise Des poules et des grosses voitures sur un scénario co-écrit avec les voyageurs. Ces documentaires sont disponibles à la médiathèque Matéo Maximoff (Paris) animée par la Fnasat.
Depuis 2003 et le tournage de Caravane 55, Anna Pitoun et Valérie Mitteaux continuent à suivre la famille de l’héroïne du film, Salcuta Filan. Pendant 15 ans, les réalisatrices filment l’exercice d’intégration de cette famille européenne au sein de la société française. Une fresque sociale et politique sortie au cinéma en novembre 2018 sous le titre 8, avenue Lénine, du nom de la nouvelle adresse de la famille, ayant quitté sa caravane sur un terrain de fortune pour un appartement du centre-ville.

## Filmographie

### Longs métrages
- 2003 : Caravane 55[14]
- 2007 : Kings of the World
- 2010 : Smaïn, Cité Picasso[15]
- 2011 : Pologne, aller-retour[12]
- 2013 : Des poules et des grosses voitures[16]
- 2018 : 8, avenue Lénine

### Courts métrages
- 1999 : Médée, Meinhof
- 2001 : 10 ans de mémoire, comment continuer le voyage ?
- 2001 : Abolition universelle de la peine de mort
- 2003 : Tout le monde à table
- 2003 : Histoires croisées
- 2003 : Terrain d'entente
- 2003 : La mère et l'enfant[17]
- 2003 : Aller à l'école
- 2005 : Albert, un enfant rom sort du silence[18]
- 2008 : Pour en finir avec le racisme[19]
- 2009 : Sderot/Gaza[20]
- 2009 : Sarajevo, Centre André Malraux
- 2011 : Guerre-ici[21]
- 2012 : Salwa El Daghili, juriste, libyenne, révolutionnaire[22]
- 2012 : Bénédicte Kurzen, l'Afrique dans le regard d'une femme[23]
- 2013 : Laure Tixier à l'école Belliard[24]

## Publications
- Comment sanctionner le crime ?, sous la direction du Collectif Octobre 2001, Édition Erès, 2002[25].
- Sous surveillance électronique... : la mise en place du bracelet électronique en France (octobre 2000-mai 2001), Annie Kensey, Anna Pitoun, René Lévy, Pierre-Victor Tournier, Guyancourt : CESDIP, 2003, 175 p.[1]
- Electronic Monitoring in France and Lessons Learned (2001–2004), René Lévy, Anna Pitoun, In Déviance et Société Volume 28, Issue 4, 2004[26]

## Distinctions
- Prix Spécial du Jury au Festival International du film des droits de l’Homme, Paris, 2004 pour Caravane 55[27]
- Prix du public au Festival Écrans du Réel, Le Mans, 2004, pour Caravane 55
- Prix du public au Rolling Film Festival, Kosovo, 2011 pour Caravane 55
- Étoile de la SCAM, Paris, 2012 pour Smaïn, Cité Picasso[28]
- Mention spéciale au Festival du Film documentaire de Budapest (BDIF) 2017, pour 8, avenue Lénine